# Сан-Хосе-дель-Пальмар
Сан-Хосе-дель-Пальмар (исп. San José del Palmar) — небольшой город и муниципалитет на западе Колумбии, на территории департамента Чоко. Входит в состав субрегиона Сан-Хуан.

## История
Поселение, из которого позднее вырос город, было основано 15 марта 1938 года.

## Географическое положение

Муниципалитет Сан-Хосе-дель-Пальмар

Город расположен в юго-восточной части департамента, в горной местности Западной Кордильеры, на расстоянии приблизительно 98 километров к юго-востоку от города Кибдо, административного центра департамента. Абсолютная высота — 2409 метров над уровнем моря.
Муниципалитет Сан-Хосе-дель-Пальмар граничит на севере с территорией муниципалитета Тадо, на северо-западе — с муниципалитетом Рио-Иро, на западе — с муниципалитетами Новита и Кондото, на юге — с муниципалитетом Сипи, на юго-востоке — с территорией департамента Валье-дель-Каука, на северо-востоке — с территорией департамента Рисаральда. Площадь муниципалитета составляет 947 км².

## Население
По данным Национального административного департамента статистики Колумбии, совокупная численность населения города и муниципалитета в 2015 году составляла 4822 человека.
Динамика численности населения муниципалитета по годам:
| 2005 | 2006 | 2007 | 2008 | 2009 | 2010 | 2011 | 2012 | 2013 | 2014 | 2015 |
| ---- | ---- | ---- | ---- | ---- | ---- | ---- | ---- | ---- | ---- | ---- |
| 5068 | 5039 | 5014 | 4988 | 4971 | 4949 | 4927 | 4900 | 4875 | 4855 | 4822 |

Согласно данным переписи 2005 года мужчины составляли 52,6 % от населения Сан-Хосе-дель-Пальмара, женщины — соответственно 47,4 %. В расовом отношении белые и метисы составляли 68,9 % от населения города; негры, мулаты и райсальцы — 27,5 %; индейцы — 3,6 %.
Уровень грамотности среди всего населения составлял 76,1 %.